# Steve Kozari
Steve Kozari, född 20 juni 1973, är en kanadensisk ishockeydomare som är verksam i den nordamerikanska ishockeyligan National Hockey League (NHL) sedan 2003. Under sin domarkarriär i NHL har han dömt 1 085 grundspelsmatcher, 123 slutspelsmatcher (Stanley Cup)  och tre Stanley Cup-finaler.